# Cnephalocotes tristis
Cnephalocotes tristis är en spindelart som beskrevs av Denis 1954. Cnephalocotes tristis ingår i släktet Cnephalocotes och familjen täckvävarspindlar.
Artens utbredningsområde är Frankrike. Inga underarter finns listade i Catalogue of Life.